# Allenhurst (Georgia)
Allenhurst ist eine City im Liberty County im US-Bundesstaat Georgia mit 816 Einwohnern (Stand: 2020).

## Geographie
Allenhurst grenzt im Norden direkt an Hinesville und im Südosten an Walthourville. Die nächste größere Stadt Savannah befindet sich etwa 60 Kilometer nordöstlich.

## Geschichte
Allenhurst wurde 1910 durch den Sägewerkbetreiber B. H. Allen gegründet. Im Jahr davor wurde bereits eine Poststation eröffnet.

## Demographische Daten
Laut der Volkszählung von 2010 verteilten sich die damaligen 695 Einwohner auf 245 bewohnte Haushalte, was einen Schnitt von 2,84 Personen pro Haushalt ergibt. Insgesamt bestehen 294 Haushalte.
77,1 % der Haushalte waren Familienhaushalte (bestehend aus verheirateten Paaren mit oder ohne Nachkommen bzw. einem Elternteil mit Nachkomme) mit einer durchschnittlichen Größe von 3,20 Personen. In 41,2 % aller Haushalte lebten Kinder unter 18 Jahren sowie in 22,0 % aller Haushalte Personen mit mindestens 65 Jahren.
32,8 % der Bevölkerung waren jünger als 20 Jahre, 25,3 % waren 20 bis 39 Jahre alt, 25,9 % waren 40 bis 59 Jahre alt und 15,9 % waren mindestens 60 Jahre alt. Das mittlere Alter betrug 32 Jahre. 48,3 % der Bevölkerung waren männlich und 51,7 % weiblich.
47,9 % der Bevölkerung bezeichneten sich als Weiße, 44,0 % als Afroamerikaner und 2,3 % als Asian Americans. 2,3 % gaben die Angehörigkeit zu einer anderen Ethnie und 3,5 % zu mehreren Ethnien an. 5,8 % der Bevölkerung bestand aus Hispanics oder Latinos.
Das durchschnittliche Jahreseinkommen pro Haushalt lag bei 46.083 USD, dabei lebten 22,5 % der Bevölkerung unter der Armutsgrenze.

## Verkehr
Durch Allenhurst führt die eingleisige Bahnstrecke von Savannah nach Jesup. Diese Strecke wurde ursprünglich von der Atlantic Coast Line Railroad betrieben. Heute erfolgt die Nutzung durch die CSX Transportation. Auch die Amtrak-Züge Silver Meteor und Silver Star sowie der Autoreisezug Auto Train befahren (ohne Halt in Allenhurst) diese Strecke. Zudem führt der in Walthourville abzweigende Bahnanschluss zum Fort Stewart durch das Stadtgebiet.
Allenhurst wird vom U.S. Highway 84 durchquert. Der nächste Flughafen ist der Flughafen Savannah/Hilton Head (rund 70 km nordöstlich).